# Кострома (подводная лодка)
Б-276 «Кострома» (до июня 1992 года К-276, в 1992—1993 годах носила имя «Краб») — советская и российская атомная торпедная подводная лодка проекта 945 «Барракуда».

## История
9 февраля 1982 года зачислена в списки ВМФ СССР как крейсерская подводная лодка.
21 апреля 1984 года заложена на заводе «Красное Сормово» в Горьком под заводским номером 3002.
26 июля 1986 года спущена на воду. В октябре после окончания швартовых испытаний начались ходовые испытания в Белом море.
30 декабря 1987 года включена в состав 6-й дивизии 1-й флотилии подводных лодок Северного флота.
11 февраля 1992 года, К-276 под командованием И. Г. Локтя во время прохождения боевой подготовки в Баренцевом море столкнулась с АПЛ ВМС США SSN-689 «Baton Rouge». К-276 повредила ограждение рубки и обтекатель гидроакустического комплекса (ГАК). Ремонт был завершён к июню того же года. SSN-689 «Baton Rouge» через два года была сдана на утилизацию, прекратив своё существование в 1997 году. На рубке К-276 экипаж нарисовал цифру «1», окаймлённую звездой, как это делали советские подводники во время Великой Отечественной войны, отмечая количество своих побед. В зарубежных источниках считали, что «Baton Rouge» столкнулась с «К-239», другой подводной лодкой того же проекта, что и «К-276». Существует версия, что столкновение было инициировано экипажем К-276 намеренно, чтобы избавиться от преследования, но анализ маневрирования показывает вину американской лодки, допустившей агрессивное маневрирование. Действия российских подводников в ходе расследования были признаны правильными, а весь эпизод стал известен, по фамилии командира, как «Удар Локтем».
3 июня 1992 года переименована в Б-276. 6 апреля 1993 года получила имя «Краб», 15 ноября 1996 года лодка переименована и стала называться «Кострома».
14 мая 2014 года стало известно о заключении контракта Минобороны РФ и предприятия ЦС «Звёздочка» на модернизацию лодки в Северодвинске. Модернизация позволит подлодке находиться в строю ещё около 10 лет. Сроки ремонтных работ пока не известны.

## Командиры
- 1982—1985: С. В. Кулаков
- 1985—1991: В. Т. Ляхов
- 1991—1995: И. Г. Локоть
- 1995—2003: В. А. Соколов
- с 2003 и на 2008: А. Л. Федосов
- на 2011 и 2018—2021: Р. В. Дильмухаметов
- до 2015: И. П. Какунин
- 2015—2020: Дмитрий Мышеловский[4]
- с 2022: М. Стрельников